# Championnats d'Asie d'escrime 2013
Navigation
Édition précédente Édition suivante
Les 17es championnats d'Asie d'escrime se déroulent à Shanghai en Chine du 4 au 9 juin 2013.
La Corée du Sud remporte huit des douze médailles d'or en compétition. Le pays hôte, la Chine, et le Kazakhstan se partagent les quatre médailles d'or restantes.

## Médaillés
| Épreuves                               | Or                                                                                    | Argent                                                                     | Bronze |
| -------------------------------------- | ------------------------------------------------------------------------------------- | -------------------------------------------------------------------------- | --- |
| Épée                                   |                                                                                       |                                                                            | |
| Hommes individuel résultats détaillés  | Elmir Alimzhanov                                                                      | Kweon Young-jun                                                            | Kim Sang-min Li Guojie |
| Hommes par équipes résultats détaillés | Kazakhstan- Dmitriy Aleksanin - Elmir Alimzhanov - Dmitriy Gryaznov - Ruslan Kurbanov | Chine- Jiao Yunlong - Li Guojie - Li Zhen - Ni Jun                         | Corée du Sud- An Sung-ho - Kim Sang-min - Kweon Young-jun - Song Jae-ho Hong Kong- Fong Kiu - Clarence Lai - Leung Ka Ming - Nicola Lu                             |
| Femmes individuel résultats détaillés  | Xu Anqi                                                                               | Joanna Halls                                                               | Sun Yujie Yeung Chui Ling |
| Femmes par équipes résultats détaillés | Chine- Li Na - Sun Yujie - Xu Anqi - Yin Mingfang                                     | Corée du Sud- Choi Eun-sook - Choi Hyo-joo - Choi In-jeong - Shin A-lam    | Hong Kong- Bjork Cheng - Cheung Sik Lui - Chu Ka Mong - Yeung Chui Ling Kazakhstan- Assel Alibekova - Ulyana Balaganskaya - Jamilya Yunusbayeva - Yanina Zakharova |
| Fleuret                                |                                                                                       |                                                                            | |
| Hommes individuel résultats détaillés  | Heo Jun                                                                               | Ryo Miyake                                                                 | Cheung Siu Lun Kim Min-kyu |
| Hommes par équipes résultats détaillés | Corée du Sud- Ha Tae-gyu - Heo Jun - Kim Min-kyu - Son Young-ki                       | Japon- Kenta Chida - Daiki Fujino - Ryunosuke Kitagawa - Ryo Miyake        | Chine- Chen Haiwei - Li Hua - Ma Jianfei - Shi Jialuo Hong Kong- Cheung Siu Lun - Nicholas Choi - Chu Wing Hong - Yeung Chi Ka                                     |
| Femmes individuel résultats détaillés  | Jeon Hee-sook                                                                         | Liu Yongshi                                                                | Kim Mi-na Jung Gil-ok |
| Femmes par équipes résultats détaillés | Corée du Sud- Jeon Hee-sook - Jung Gil-ok - Kim Mi-na - Lim Seung-min                 | Chine- Chen Jinyan - Chen Xiaoxia - Le Huilin - Liu Yongshi                | Hong Kong- Cheng Hiu Lam - Kimberley Cheung - Lin Po Heung - Liu Yan Wai Japon- Minami Kano - Karin Miyawaki - Shiho Nishioka - Haruka Yanaoka                     |
| Sabre                                  |                                                                                       |                                                                            | |
| Hommes individuel résultats détaillés  | Gu Bon-gil                                                                            | Kim Jung-hwan                                                              | Mojtaba Abedini Oh Eun-seok |
| Hommes par équipes résultats détaillés | Corée du Sud- Gu Bon-gil - Kim Jung-hwan - Kim Kye-hwan - Oh Eun-seok                 | Iran- Mojtaba Abedini - Mohammad Fotouhi - Ali Pakdaman - Mohammad Rahbari | Japon- Ryo Miyayama - Tomohiro Shimamura - Shun Tanaka - Kenta Tokunan Kazakhstan- Yevgeniy Frolov - Ilya Mokretsov - Yerali Tilenshiyev - Zhanserik Turlybekov    |
| Femmes individuel résultats détaillés  | Kim Ji-yeon                                                                           | Lee Ra-jin                                                                 | Shen Chen Zhu Min |
| Femmes par équipes résultats détaillés | Corée du Sud- Kim A-ra - Kim Ji-yeon - Lee Ra-jin - Yoon Ji-su                        | Chine- Liang Huixian - Shen Chen - Xia Min - Zhu Min                       | Hong Kong- Au Sin Ying - Au Yeung Wai Sum - Jenny Ho - Lam Hin Wai Kazakhstan- Aibike Khabibullina - Tamara Pochekutova - Zhansaya Serikbayeva - Yuliya Zhivitsa   |

## Tableau des médailles
| Rang  | Nation       | Or | Argent | Bronze | Total |
| ----- | ------------ | -- | ------ | ------ | ----- |
| 1     | Corée du Sud | 8  | 4      | 6      | 18    |
| 2     | Chine        | 2  | 4      | 5      | 11    |
| 3     | Kazakhstan   | 2  | 0      | 3      | 5     |
| 4     | Japon        | 0  | 2      | 2      | 4     |
| 5     | Iran         | 0  | 1      | 1      | 2     |
| 6     | Australie    | 0  | 1      | 0      | 1     |
| 7     | Hong Kong    | 0  | 0      | 7      | 7     |
| Total | Total        | 12 | 12     | 24     | 48    |